# Коктау (Хромтауський район)
Кокта́у (каз. Көктау) — село у складі Хромтауського району Актюбінської області Казахстану. Адміністративний центр та єдиний населений пункт Коктауського сільського округу.
Населення — 2174 особи (2021; 1013 у 2009, 864 у 1999, 1119 у 1989).